# Sappho

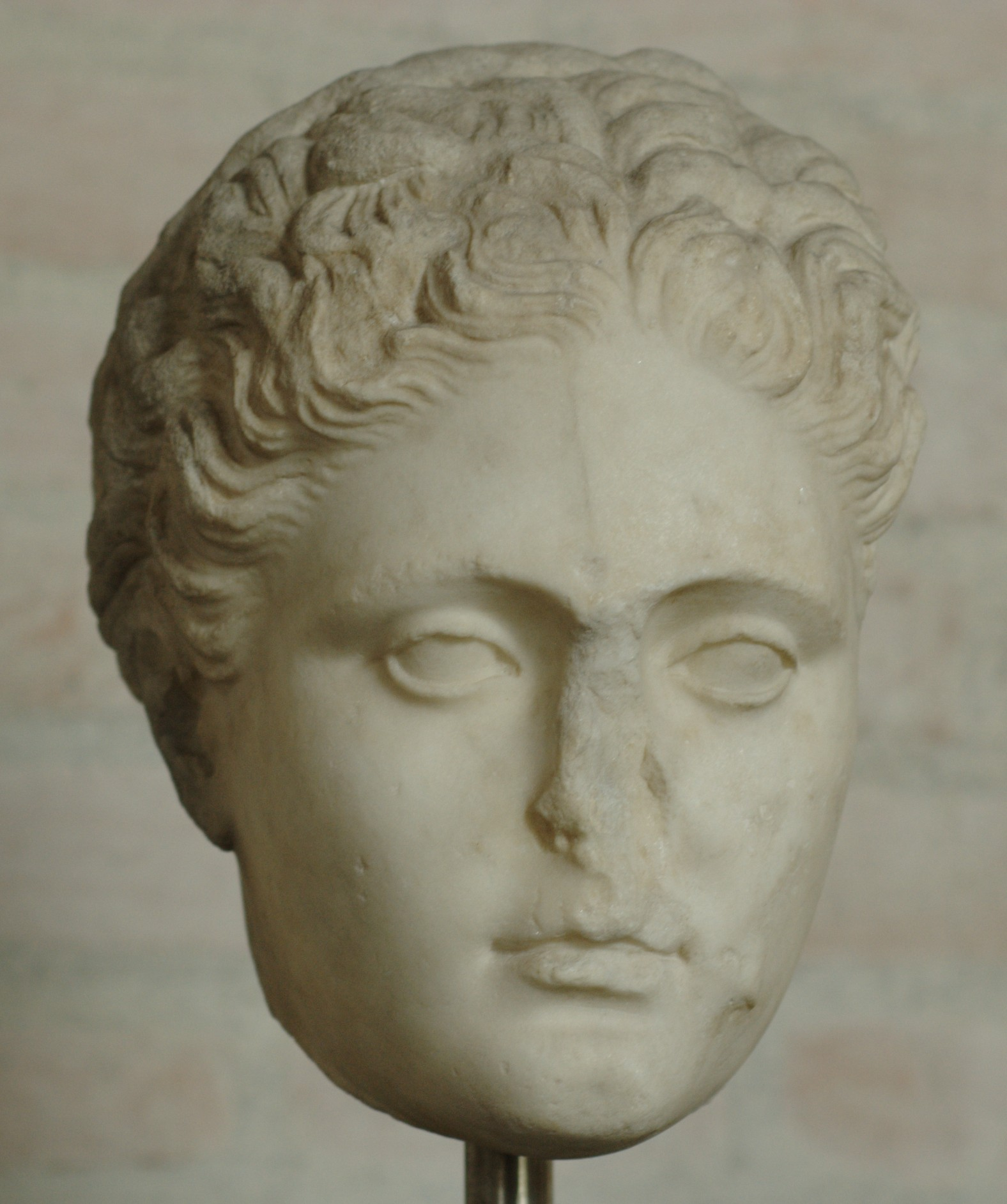
Đầu của một phụ nữ tại Bảo tàng Glyptothek, Munich, "có thể" là bản sao của bức chân dung tưởng tượng về Sappho của Silanion vào thế kỷ 4 TCN.

Sappho (tiếng Hy Lạp: Σαπφώ Sapphō [sap.pʰɔ̌ː]; tiếng Hy Lạp Aeolis: Ψάπφω Psápphō; k. 630 – 570 TCN) là một nhà thơ Hy Lạp cổ đại đến từ đảo Lesbos. Sappho nổi tiếng với các bài thơ trữ tình được phổ nhạc để biểu diễn cùng với đàn lia. Ở thời cổ đại, Sappho được xem là một trong những nhà thơ trữ tình vĩ đại nhất và được tôn vinh như "Nàng thơ thứ mười" hay "Nữ thi thần". Hiện nay hầu hết thơ của Sappho đã bị thất lạc và chỉ còn sót lại những đoạn ghép rời rạc, ngoại trừ hai tác phẩm "Ca tụng Aphrodite" và "Bài ca Tithonus" là hoàn chỉnh. Bên cạnh thơ trữ tình, các nhà phê bình thời cổ đại cho rằng Sappho còn viết cả thể loại thơ châm biếm, elegiac (thơ ai điếu) và iambic (thơ than trách), nhưng cũng có thể các tác phẩm còn lại ở những thể loại này là do các nhà thơ Hy Lạp hóa thời sau lấy cảm hứng từ thơ Sappho để viết dưới danh nghĩa của bà.
Người ta biết rất ít về cuộc đời của Sappho. Bà xuất thân từ một gia đình giàu có ở Lesbos. Các nguồn cổ đại ghi lại rằng bà có ba anh em trai; Charaxos (Χάραξος), Larichos (Λάριχος) và Eurygios (Εὐρύγιος), tên cả ba người đều được đề cập đến trong Bách khoa toàn thư Suda. Hai trong số họ, Charaxos và Larichos, được nhắc đến trong "Bài thơ anh em" được phát hiện năm 2014. Gia đình bà bị đày đến Sicilia vào khoảng năm 600 TCN, và có thể đã tiếp tục sáng tác cho đến khoảng năm 570 TCN. Những truyền thuyết sau này xung quanh tình yêu của Sappho dành cho người lái đò Phaon và cái chết của bà đều không đáng tin cậy.
Sappho là một nhà thơ có bút lực dồi dào, sở hữu khối lượng sáng tác có thể lên tới khoảng 10.000 dòng. Thơ của bà đã được nhiều người biết đến và ngưỡng mộ trong suốt thời cổ đại, bà được các học giả Alexandria thời Hy Lạp hóa xếp vào bộ chín nhà thơ trữ tình kinh điển. Thơ của Sappho cho đến nay vẫn được đánh giá cao và có ảnh hưởng lớn tới văn học. Ngoài thơ ca, bà còn được biết đến như một biểu tượng của tình yêu và khát vọng giữa những người phụ nữ. Các thuật ngữ tiếng Anh sapphic (thể thơ) và lesbian (đồng tính nữ) được lấy từ tên bà và hòn đảo Lesbos quê hương bà. Mặc dù vai trò quan trọng của bà với tư cách là một nhà thơ đã được khẳng định ngay từ thời cổ đại, những diễn giải mới về tác phẩm của Sappho sau này thường bị ảnh hưởng bởi các tranh luận xung quanh xu hướng tính dục của bà.

## Cuộc đời
Có rất ít thông tin được xác định về cuộc đời của Sappho. Bà đến từ đảo Lesbos, có thể sinh vào k.630 TCN. Tương truyền mẹ của bà tên là Cleïs, có thể là được phỏng đoán bởi các học giả cổ đại cho rằng Sappho đặt tên con gái Cleïs theo tên mẹ mình. Cha của Sappho không được nhắc đến trong bất kỳ bài thơ nào và có nhiều dị bản về tên ông, một trong số đó là Scamandronymus. Trong Heroides của Ovid, cha của Sappho qua đời khi bà mới 7 tuổi, chi tiết này có thể dựa trên một bài thơ đã bị thất lạc. Tên riêng của Sappho được tìm thấy ở nhiều cách viết khác nhau, kể cả trong phương ngữ Aeolia của bà; cách viết trong các bài thơ còn sót lại là Psappho.

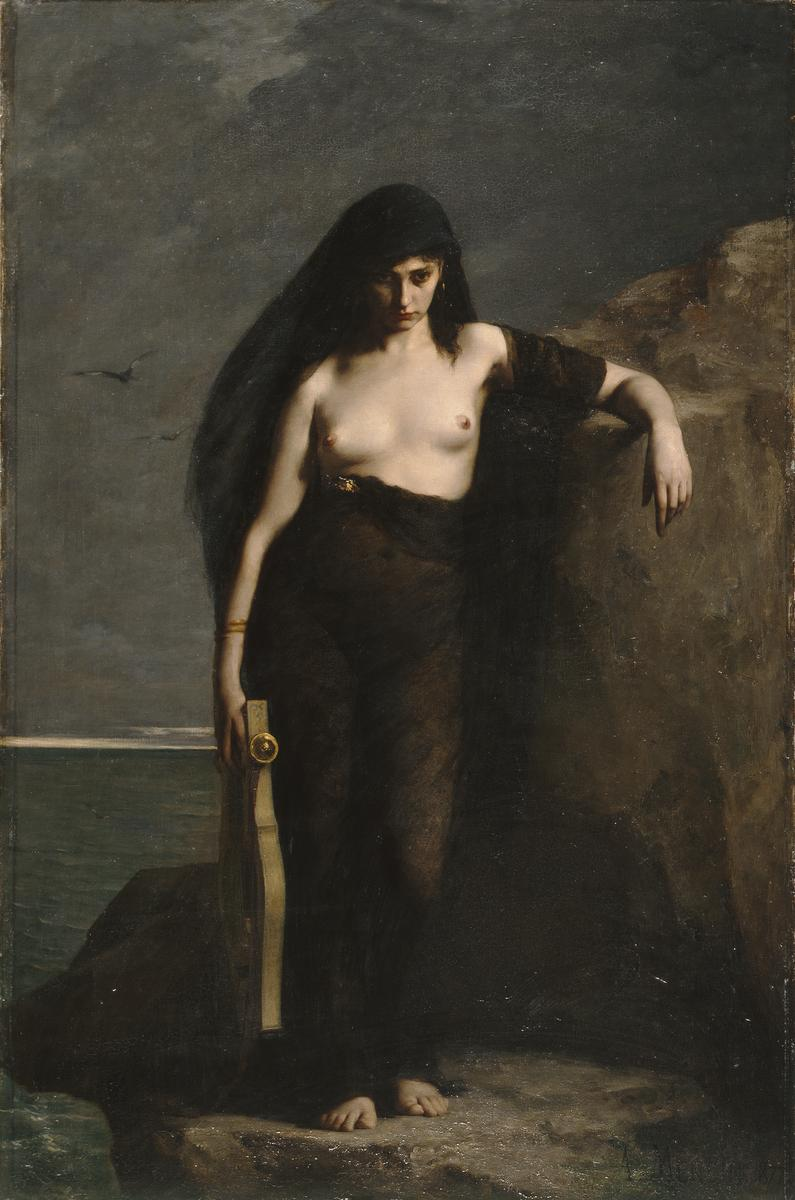
Sappho (1877) của Charles Mengin (1853–1933). Một truyền thuyết cho rằng Sappho đã tự tử bằng cách nhảy khỏi vách đá Leucadia.

Tất cả các mô tả về ngoại hình của Sappho còn tồn tại từ trước đến nay đều là sáng tạo của các nghệ sĩ chứ không dựa vào một nguồn đáng tin cậy nào. Trong bài thơ Tithonus, bà miêu tả mái tóc của mình nay đã bạc trắng nhưng trước đó từng có màu melaina, tức là màu đen. Một tài liệu giấy cói vào thế kỷ 2 mô tả bà mikra pantelos, nghĩa là khá nhỏ nhắn. Có thể Alcaeus đã miêu tả Sappho có "tóc màu tím", đây là cách miêu tả mái tóc sẫm màu thông thường của người Hy Lạp. Một số học giả bác bỏ truyền thuyết này vì không đáng tin cậy. 
Sappho được cho là có ba anh em trai: Erigyius, Larichus và Charaxus. Theo Athenaeus, Sappho tự hào rằng Larichus là người rót rượu ở tòa thị chính Mytilene, một vị trí dành cho con trai của những gia đình danh giá nhất. Điều này cho thấy Sappho sinh ra trong một gia đình quý tộc, tương xứng với bối cảnh trong thơ của bà. Một truyền thuyết cổ kể về mối quan hệ giữa Charaxus và nàng ca kỹ người Ai Cập Rhodopis. Herodotus ghi lại rằng Charaxus đã bỏ ra một số tiền lớn để chuộc Rhodopis, khiến Sappho viết một bài thơ khiển trách ông ta.
Sappho có thể có một con gái tên là Cleïs, hoặc cũng có ý kiến cho rằng Cleïs là một người tình trẻ tuổi của bà.
Theo Bách khoa toàn thư Suda, Sappho đã kết hôn với Kerkylas của Andros. Tuy nhiên, cái tên này có thể được đặt bởi một nhà thơ hài: "Kerkylas" xuất phát từ từ "κέρκος" (kerkos), có một nghĩa là "dương vật", và không được dùng như tên gọi, trong khi "Andros", vừa là tên của một hòn đảo Hy Lạp, vừa là một dạng của từ Hy Lạp "ἀνήρ" (aner), có nghĩa là con người. Vì vậy, cái tên này có thể là một trò đùa.
Sappho và gia đình bà bị lưu đày từ Lesbos đến Syracusa, Sicilia, vào khoảng năm 600 trước Công nguyên. Biên niên sử Paros ghi lại Sappho phải sống lưu vong trong khoảng thời gian từ năm 604 đến năm 591. Điều này có thể là do gia đình bà dính líu đến các mâu thuẫn chính trị ở Lesbos trong thời kỳ này. Sau này gia đình bà được phép quay trở về.
Một truyền thuyết ít nhất có từ thời Menander (k. 258) cho rằng Sappho đã tự sát bằng cách nhảy khỏi vách đá Lefkada vì tình yêu với Phaon, một người lái đò. Các học giả hiện đại coi đây là dã sử, có thể do các nhà thơ hài sáng tạo ra hoặc bắt nguồn từ việc hiểu nhầm câu chuyện trong một bài thơ của Sappho là lời kể của bà ở ngôi thứ nhất. Truyền thuyết này có thể xuất phát từ mong muốn khẳng định Sappho là người dị tính.

## Tác phẩm
Sappho có thể đã viết khoảng 10.000 dòng thơ nhưng cho đến nay chỉ còn lại khoảng 650 dòng. Bà được biết đến nhiều nhất với thơ trữ tình, được viết để đệm cùng với nhạc. Suda cũng ghi rằng Sappho viết cả thơ châm biếm, elegiac (thơ ai điếu) và iambic (thơ than trách); ba bài thơ châm biếm được đề danh Sappho vẫn còn tồn tại; nhưng cũng như những bài thơ elegiac và iambic khác được ghi trong Suda, đây thực ra là những bài thơ thời Hy Lạp hóa sau này lấy cảm hứng từ Sappho. Các tác giả cổ đại cho rằng Sappho chủ yếu viết thơ về tình yêu, tuy nhiên, điều này chưa hẳn đã chính xác: trong các tài liệu giấy cói xuất bản năm 2014 chứa các đoạn ghép từ mười bài thơ trong Quyển I thơ Sappho ấn bản Alexandria, chỉ có hai bài là thơ tình, còn lại ít nhất ba hoặc bốn bài có đề tài gia đình.

### Sáng tác còn tồn tại

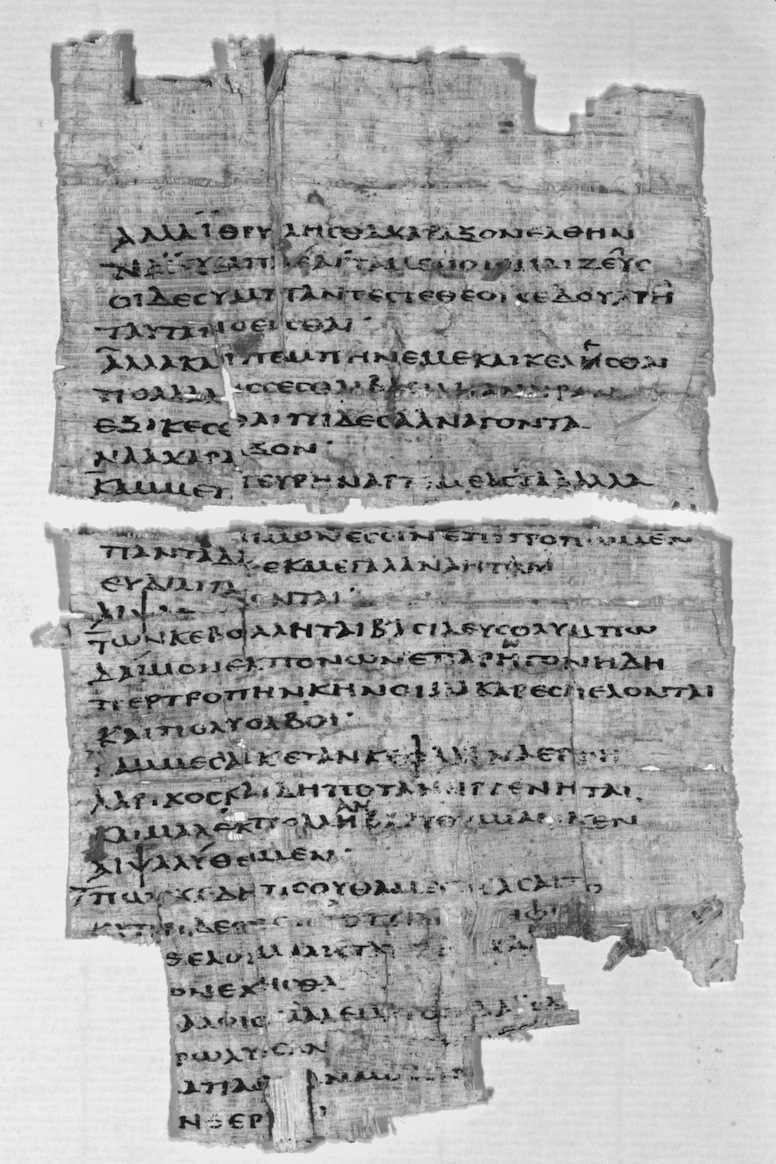
P.Sapph. Obbink: mảnh giấy cói lưu giữ bài thơ Anh em.

Các bản viết tay cổ nhất còn sót lại của Sappho, bao gồm cả chiếc bình gốm mà trên đó còn lưu giữ mảnh ghép 2, có niên đại vào thế kỷ 3 TCN, có trước các ấn bản Alexandria. Các bản sao muộn nhất còn sót lại được viết trên các trang giấy da có từ thế kỷ 6–7 CN, được sao chép trực tiếp từ các bản giấy cói cổ nay đã bị thất lạc. Các bản sao chép tay thơ Sappho có thể đã tồn tại thêm vài thế kỷ nữa, nhưng vào khoảng thế kỷ thứ 9, thơ của bà dường như đã thất lạc hết, và đến thế kỷ 12, John Tzetzes (có thể) đã viết rằng "thời gian trôi qua đã hủy hoại Sappho và những tác phẩm của bà".
Theo truyền thuyết, thơ Sappho bị thất lạc vì bị giáo hội lên án. Những truyền thuyết này dường như bắt nguồn từ thời Phục hưng – khoảng năm 1550, Gerolamo Cardano viết rằng Grêgôriô thành Nazianzus đã công khai phá hủy các sáng tác của Sappho, và vào cuối thế kỷ XVI, Joseph Justus Scaliger tuyên bố rằng các tác phẩm của Sappho đã bị đốt ở Roma và Constantinopolis năm 1073 theo lệnh của Giáo hoàng Grêgôriô VII.
Trên thực tế, tác phẩm của Sappho có lẽ bị thất lạc vì không được sao chép vào giấy da khi sách quyển codex bắt đầu phổ biến và thay thế dạng cuộn giấy cói. Một yếu tố khác có thể là do ít người đọc được phương ngữ Aeolis của bà, vốn chứa nhiều từ cổ và biến thể không có trong các phương ngữ Hy Lạp cổ đại khác. Vào thời kỳ La Mã, phương ngữ Attica đã trở thành ngôn ngữ tiêu chuẩn trong sáng tác văn học, nhiều độc giả thấy phương ngữ của Sappho khó hiểu và "kỳ quặc", như tác giả người La Mã thế kỷ 2 CN Apuleius đã nhấn mạnh.
Chỉ có khoảng 650 dòng thơ của Sappho còn tồn tại, trong đó chỉ có duy nhất bài thơ "Ca tụng Aphrodite" là hoàn chỉnh, và hơn một nửa số dòng nguyên gốc nằm rải rác trong khoảng mười đoạn ghép. Nhiều mảnh ghép chỉ có một từ duy nhất  – ví dụ, mảnh 169A chỉ đơn giản gồm một từ có nghĩa là "quà cưới", và tồn tại như một phần của từ điển các từ hiếm gặp. Hai nguồn chính của các đoạn ghép thơ Sappho là các trích dẫn từ các tác phẩm cổ đại khác, có thể là trong một bài thơ hay là những từ đơn lẻ hoặc mảnh giấy cói, nhiều đoạn trong số đó được phát hiện tại Oxyrhynchus ở Ai Cập. Các đoạn ghép khác tồn tại trên các vật liệu khác như giấy da hay chậu gốm. Mảnh cổ nhất còn sót lại từng được phát hiện là bản giấy cói Cologne chép bài thơ Tithonus, có niên đại vào thế kỷ thứ ba trước Công nguyên.
Cho đến cuối thế kỷ 19, chỉ có những câu danh ngôn cổ của Sappho là còn tồn tại. Năm 1879, phát hiện mới đầu tiên về mảnh ghép thơ Sappho là ở Fayum. Cuối thế kỷ 19, Grenfell và Hunt đã bắt đầu khai quật một bãi rác cổ ở Oxyrhynchus và phát hiện ra nhiều mảnh ghép chưa từng được biết đến trước đây của Sappho. Các mảnh ghép tiếp tục được tìm ra sau đó. Gần đây nhất, những phát hiện lớn vào năm 2004 ("bài thơ Tithonus" và một đoạn mới trước đó chưa được biết đến) và năm 2014 (các đoạn của chín bài thơ: năm bài đã biết nhưng có cách đọc mới, bốn bài chưa được biết, bao gồm "Bài thơ anh em")  đã được đưa tin trên truyền thông khắp thế giới.

### Phong cách
Sappho tiếp nối và sáng tạo dựa trên nền tảng thơ ca đồng tính nữ truyền thống, vốn đã phát triển tương đối đầy đủ về thành phần, khuôn mẫu và quy ước thơ, với những người đi trước có thể kể đến như là Arion và Terpander. Bà là một trong những người tiên phong trong việc đưa ngôi thứ nhất – cái tôi cá nhân vào thơ ca Hy Lạp, trái ngược với phong cách của các tác gia sử thi trước đó như Homer và Hesiod. Thơ của bà khám phá bản ngã và cảm xúc cá nhân – dục vọng, ghen tuông và tình ái; đồng thời diễn giải các hình tượng sẵn có trong sử thi theo góc nhìn mới mẻ.
Thơ Sappho nổi tiếng với ngôn ngữ trong sáng, hình ảnh sắc nét và lối dẫn lời trực tiếp mang đến cảm giác hiện thì. Chơi chữ và cường điệu hóa cũng là một nét đặc trưng trong phong cách của bà.
Sappho được xếp trong nhóm thi sĩ Hy Lạp tinh hoa, đề cao sự cao sang và dòng dõi. Những nhà thơ ưu tú này có xu hướng tìm về thế giới của thần thoại, thần tiên và anh hùng Hy Lạp, cũng như miền Đông phương giàu có, đặc biệt là Lydia. Theo Page DuBois, ngôn ngữ, cũng như nội dung, thơ của Sappho gợi lên một không khí quý tộc, với phong cách "hoa mỹ, [...] trau chuốt" đối lập với sự "khắc khổ, trầm mặc, hạn chế" của các tác giả cổ điển sau này như Sophocles, Demosthenes và Pindar.
Các nhà phê bình văn học hiện đại thường cho rằng thơ Sappho thể hiện cảm xúc sống động và điêu luyện nhưng đồng thời vẫn giữ được nét tự phát và thơ ngây: điển hình cho quan điểm này là nhận xét của H.J. Rose rằng "Sappho viết như bà đang nói chuyện, không bị ảnh hưởng bởi bất kỳ trường phái văn học nào" và lời thơ thể hiện "sức hấp dẫn của tính tự nhiên hoàn mỹ." Không đồng ý với quan điểm lãng mạn này, một nhóm các nhà phê bình gần đây cho rằng, ngược lại, thơ của Sappho vận dụng một cách tinh tế các thủ pháp tu từ truyền thống của Hy Lạp – nhìn thì có vẻ ngẫu nhiên nhưng thực ra là được sắp đặt vô cùng khéo léo.

## Xu hướng tính dục

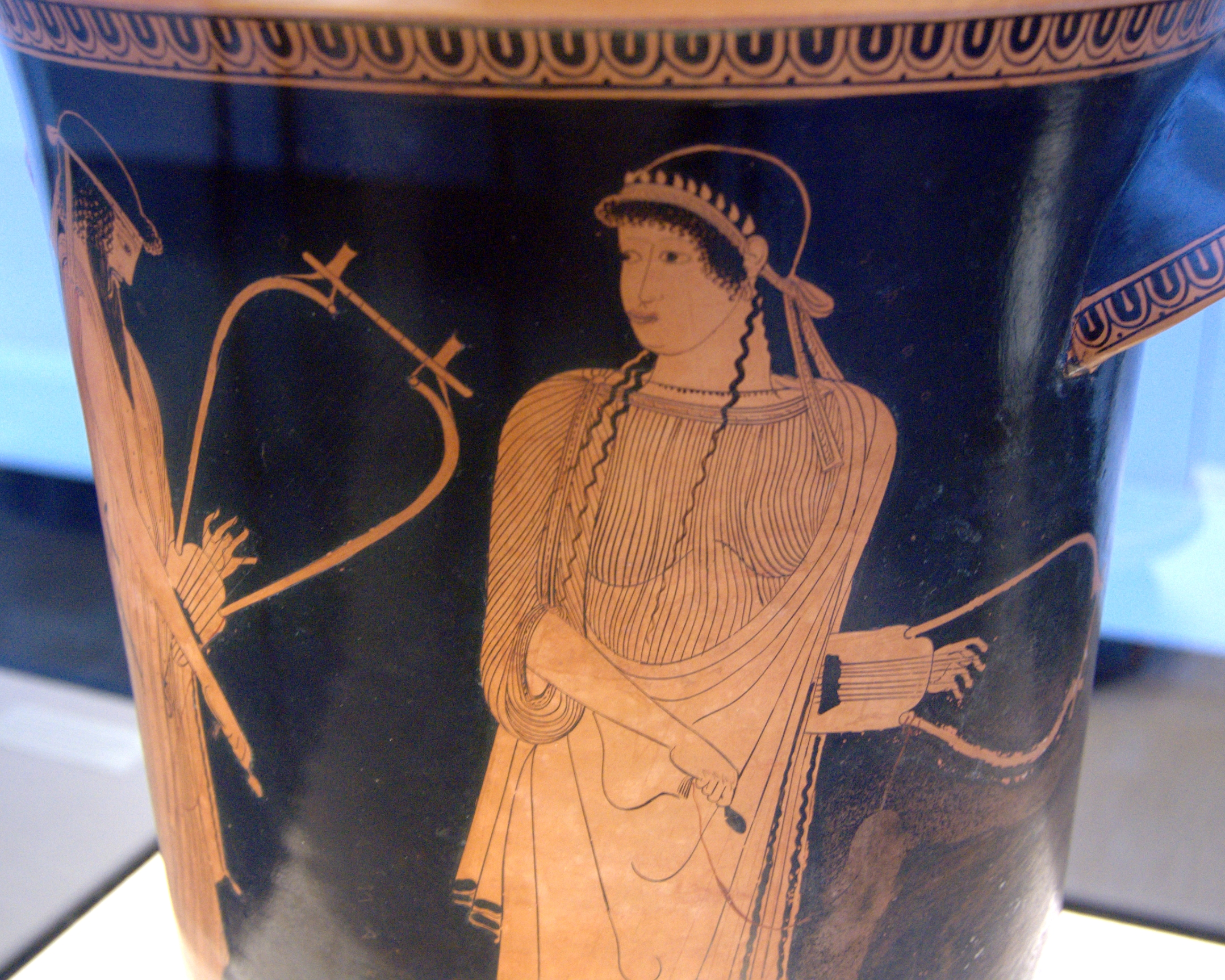
Một trong những hình ảnh còn sót lại sớm nhất về Sappho, k. 470 TCN. Tay bà đang cầm một cây đàn lia và miếng gảy, và quay lại lắng nghe Alcaeus.
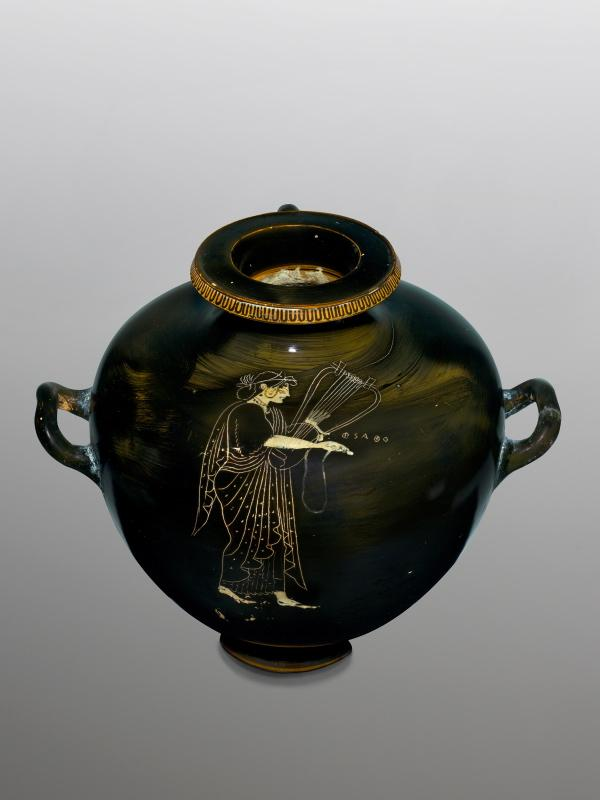
Bình gốm vẽ Kalpis về Sappho (k. 510 TCN), hiện được lưu giữ tại Bảo tàng Quốc gia Warsaw
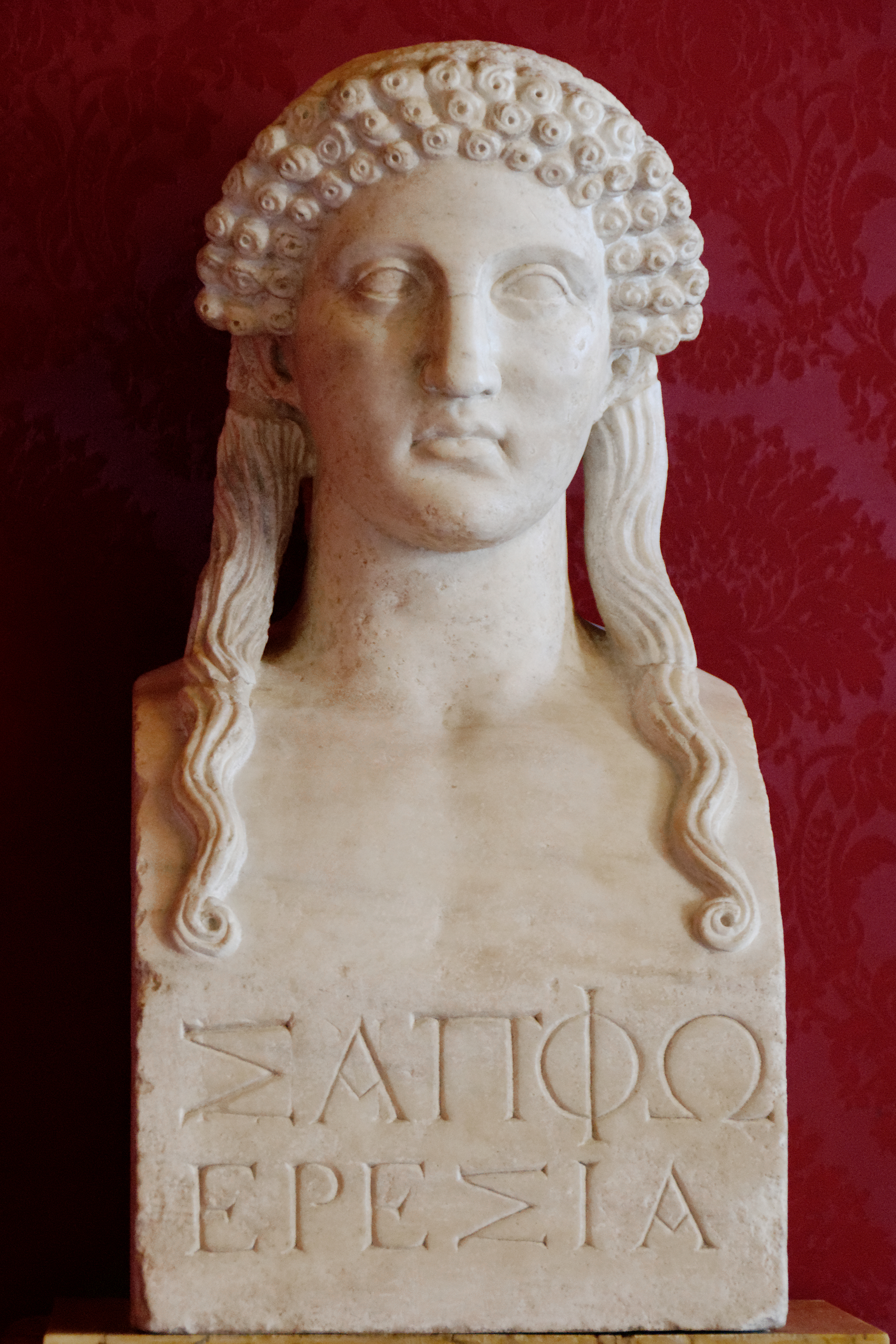
Một tác phẩm điêu khắc La Mã về Sappho, dựa trên khuôn mẫu Hy Lạp Cổ điển. Dòng chữ ghi ΣΑΠΦΩ ΕΡΕΣΙΑ, nghĩa là "Sappho của Eresos".

Thuật ngữ lesbian (đồng tính nữ) xuất phát từ hòn đảo Lesbos nơi Sappho sinh ra. Tuy nhiên, không phải lúc nào bà cũng được nhìn nhận là người đồng tính. Trong hài kịch kinh điển Athen, (từ hài kịch cổ của thế kỷ 5 đến Menander vào cuối thế kỷ 4 và đầu thế kỷ 3 TCN), Sappho bị châm biếm là một phụ nữ dị tính lăng nhăng, và phải đến thời kỳ Hy Lạp hóa, xu hướng đồng tính luyến ái của Sappho mới được thảo luận rõ ràng. Đầu tiên trong số này là một tài liệu tiểu sử chắp vá được viết trên giấy cói vào cuối thế kỷ 3 hoặc đầu thế kỷ 2 TCN, nói rằng Sappho "bị một số người buộc tội là lập dị và yêu phụ nữ". Các tác giả cổ đại này dường như không tin Sappho trên thực tế đã có quan hệ tình ái với những phụ nữ khác, và vào cuối thế kỷ thứ mười, Suda ghi lại rằng Sappho bị "vu khống" vì có quan hệ tình dục với "nữ học sinh" của mình.
Trong số các học giả hiện đại, vấn đề tính dục của Sappho vẫn còn gây tranh cãi, theo như André Lardinois là "Câu hỏi lớn về Sappho". Những dịch giả đầu tiên đôi khi dị tính hóa thơ của bà. Bản dịch Ode to Aphrodite năm 1711 của Ambrose Philips diễn giải đối tượng luyến ái trong bài thơ là nam giới, cách nhìn này được tiếp nối bởi hầu hết mọi dịch giả khác của bài thơ cho đến thế kỷ 20. Năm 1781, Alessandro Verri đã diễn giải Mảnh ghép 31 là về tình yêu của Sappho dành cho người lái đò Phaon. Friedrich Gottlieb Welcker cho rằng tình cảm của Sappho dành cho những người phụ nữ khác là "hoàn toàn lý tưởng và phi tính dục", trong khi Karl Otfried Müller viết rằng Mảnh ghép 31 mô tả "không gì khác ngoài một cảm tình thân thiết". Đến năm 1970, người ta bắt đầu cho rằng bài thơ này là "bằng chứng tiêu biểu về xu hướng đồng tính nữ [của Sappho]".
Hiển nhiên, mọi phê bình đều mang theo các giá trị của thời đại và thế giới quan của người viết. Ngày nay, người ta thường chấp nhận rằng thơ Sappho miêu tả cảm xúc đồng tính luyến ái: như Sandra Boehringer nói, các tác phẩm của bà "tôn vinh tình ái giữa những người phụ nữ". Tuy nhiên, vào cuối thế kỷ 20, một số học giả bắt đầu nghi ngờ liệu Sappho có phải là một người đồng tính nữ hay không – Glenn Most viết rằng bản thân Sappho "sẽ không hiểu người ta có ý gì khi họ gọi bà là một người đồng tính", André Lardinois cho rằng thật "vô nghĩa" khi thắc mắc liệu Sappho có phải người đồng tính nữ hay không, và Page duBois gọi câu hỏi này là một "cuộc tranh luận đặc biệt khó hiểu".
Một trong những trọng tâm chính của các học giả khi nghiên cứu về Sappho là cố gắng xác định bối cảnh văn hóa mà các bài thơ của Sappho được sáng tác và trình diễn. Nhiều bối cảnh văn hóa và vai trò xã hội khác nhau do Sappho đảm nhận đã được đặt ra, bao gồm giáo viên, lãnh tụ giáo phái và nhà thơ biểu diễn trong vòng bạn bè nữ giới. Tuy nhiên, bối cảnh biểu diễn của nhiều đoạn thơ không dễ xác định, và nhiều đoạn có thể có nhiều hơn một bối cảnh.
Một vai trò xã hội mà Sappho thường được gắn vào là nghề giáo viên. Vào đầu thế kỷ 20, nhà cổ điển học người Đức Ulrich von Wilamowitz-Moellendorff cho rằng Sappho là một giáo viên, để "giải thích sự quan tâm của Sappho đối với 'các em gái' " và bênh vực bà khỏi những cáo buộc đồng tính luyến ái. Quan điểm này tiếp tục có ảnh hưởng với cả trong giới học giả và công chúng, mặc dù gần đây ý tưởng này đã bị các nhà sử học chỉ trích là lạc hậu và bị một số nhà cổ điển học bác bỏ vì không có bằng chứng xác thực. Ví dụ, vào năm 1959, Denys Page đã tuyên bố rằng những đoạn thơ còn sót lại miêu tả "tình yêu và sự ghen tuông, thú vui và nỗi đau của Sappho và những người bạn"; và ông nói thêm, "Chúng ta đã và sẽ không tìm thấy bất kỳ dấu hiệu nào của bất kỳ mối quan hệ chính thống hoặc nghề nghiệp nào giữa họ... không có dấu hiệu nào cho thấy Sappho là hiệu trưởng của một học viện." David A. Campbell năm 1967 đánh giá rằng Sappho có thể "chủ trì một nhóm văn học", nhưng "không tìm thấy bằng chứng về các buổi hội họp với tư cách nữ tu hoặc giáo viên". Không có bài thơ nào của Sappho đề cập đến việc giảng dạy, và ý tưởng Sappho là một giáo viên xuất phát từ Ovid sáu thế kỷ sau thời của Sappho. Tuy nhiên, nhiều cách giải thích mới hơn về vai trò xã hội của Sappho vẫn dựa trên ý tưởng này. Theo đó, Sappho đã tham gia vào việc giáo dục nghi lễ cho các bé gái, chẳng hạn như người hướng dẫn dàn đồng ca nữ.
Kể cả nếu Sappho sáng tác các bài hát để huấn luyện dàn hợp xướng, không phải tất cả các bài thơ đều có thể được giải thích theo cách này. Yatromanolakis lập luận rằng không chỉ có một bối cảnh trình diễn duy nhất trong các bài thơ. Parker cho rằng Sappho nên được coi là một phần của nhóm bạn nữ cùng sáng tác và biểu diễn thơ ca, giống như Alcaeus cùng thời. Một số bài thơ dường như được sáng tác cho những dịp trang trọng, nhưng nhiều bài hát có thể được biểu diễn tại những bữa tiệc.

## Di sản

### Danh tiếng thời cổ đại

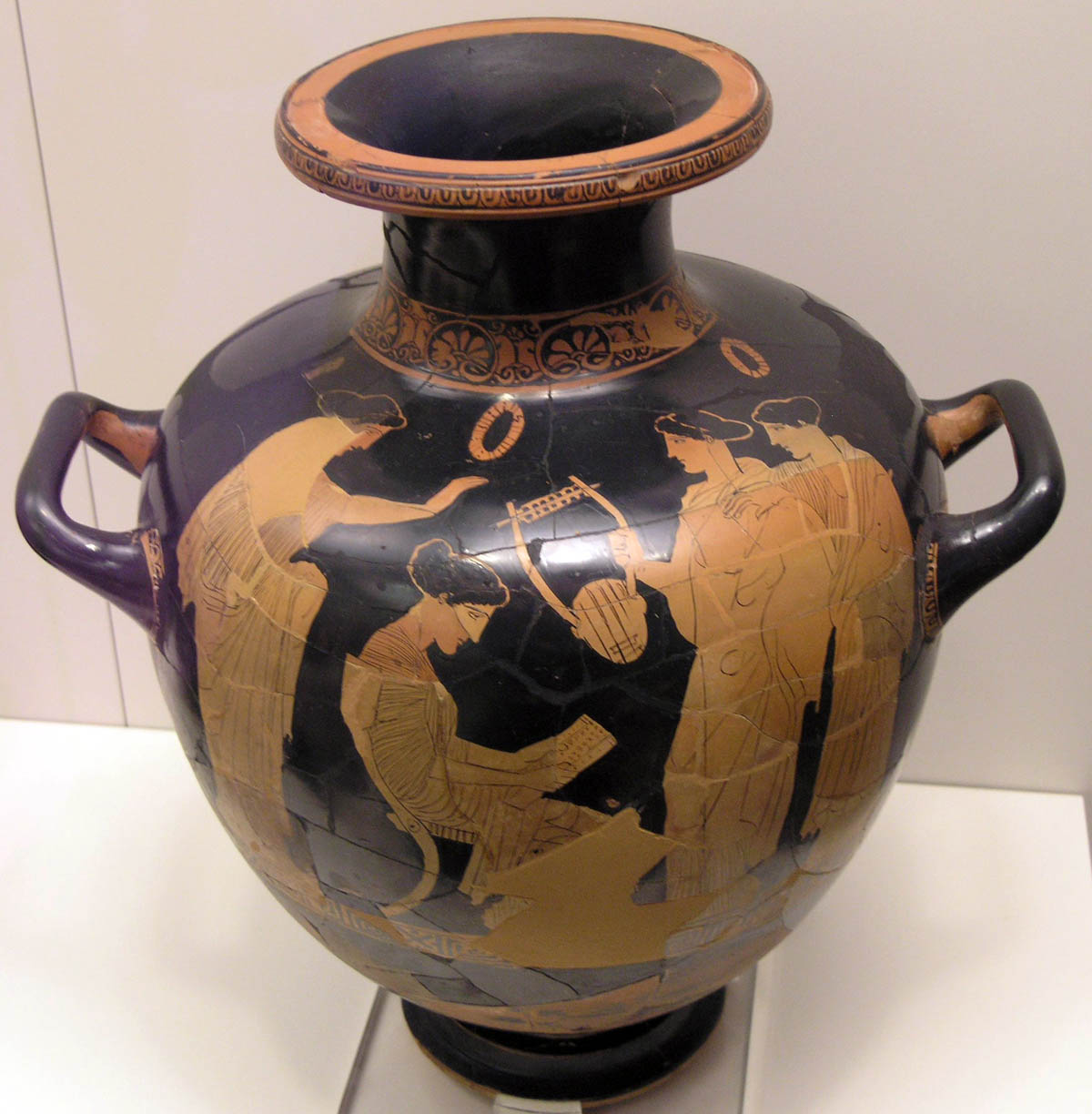
Sappho đã truyền cảm hứng cho các nhà thơ và nghệ sĩ cổ đại, bao gồm cả họa sĩ vẽ bình hoa từ Nhóm Polygnotos, người đã khắc họa cô ấy trên chiếc bình thủy sinh hình màu đỏ này.

Thời cổ đại, thơ Sappho vô cùng được ngưỡng mộ, bà thường được gọi là "Nàng thơ thứ mười". Có khi bà được tôn vinh là "Nữ thi sĩ", bên cạnh Homer là "Thi sĩ". Các học giả Alexandria đưa Sappho vào bộ chín nhà thơ trữ tình kinh điển. Theo Aelian, nhà lập pháp và nhà thơ người Athen Solon đã thỉnh cầu được dạy một bài hát của Sappho "để tôi học được rồi có thể nhắm mắt xuôi tay". Câu chuyện này có thể là hư cấu, vì Ammianus Marcellinus cũng kể một câu chuyện tương tự về Socrates và một bài hát của Stesichorus, tuy nhiên nó cho thấy rằng thơ Sappho được đánh giá cao như thế nào trong thế giới cổ đại.
Thơ của Sappho cũng có ảnh hưởng lớn đến các tác giả cổ đại. Nhà thơ Hy Lạp Nossis được Marilyn B. Skinner nhận định là người học theo Sappho, và Kathryn Gutzwiller cho rằng Nossis xác định bản thân mình là người kế tục Sappho với tư cách là một nhà thơ nữ. Platon trích dẫn Sappho trong cuốn Phaedrus, và bài diễn thuyết thứ hai của Sokrates về tình yêu trong cuộc đối thoại đó dường như nhắc lại những mô tả của Sappho về ham muốn nhục thể trong mảnh ghép 31. Vào thế kỷ 1 TCN, Catullus thiết lập các chủ đề và khuôn phép trong thơ Sappho như một phần của văn học tiếng Latinh, sử dụng thể thơ Sapphic vốn được các tác giả thời cổ cho là sáng tạo của Sappho, đặt tên cho người tình trong thơ của ông là "Lesbia" để gợi nhắc đến Sappho, và phóng tác đoạn ghép 31 của Sappho đưa vào bài thơ 51 của mình.
Các nhà thơ cổ đại khác cùng viết về cuộc đời của Sappho. Bà là một nhân vật nổi tiếng trong hài kịch cổ Athen, có ít nhất sáu vở hài kịch tên là Sappho đã được ghi nhận. Vở hài kịch cổ sớm nhất về Sappho có từ khoảng thế kỷ thứ 4 hoặc 5 TCN là Sappho do Ameipsias sáng tác, tuy không còn thông tin nào còn sót lại ngoài tiêu đề. Sappho cũng là một chủ đề yêu thích trong nghệ thuật thị giác, bà là nhà thơ được khắc họa nhiều nhất trên tranh bình gốm vào thế kỷ thứ sáu và thứ năm, và là chủ đề một tác phẩm điêu khắc của Silanion.
Từ thế kỷ 4 TCN, các tác phẩm cổ đại miêu tả Sappho như một nhân vật nữ chính bi thảm tìm đến cái chết vì tình yêu đơn không được đáp lại đối với Phaon. Ví dụ, một đoạn vở kịch của Menander nói rằng Sappho đã gieo mình xuống vách đá Leucas vì tình yêu dành cho Phaon. Bài thơ Heroides 15 của Ovid được viết dưới dạng một bức thư của Sappho gửi cho Phaon, và khi lần đầu tiên được phát hiện lại vào thế kỷ 15, nó được cho là bản dịch một bức thư thực sự của Sappho. Vụ tự sát của Sappho cũng được miêu tả trong nghệ thuật cổ điển, chẳng hạn như tại một vương cung thánh đường vào thế kỷ thứ nhất trước Công nguyên ở Rome gần Porta Maggiore.
Trong khi thơ Sappho được ngưỡng mộ trong thế giới cổ đại, bản thân bà lại không phải luôn luôn được coi trọng như vậy. Trong thời kỳ La Mã, các nhà phê bình cho rằng bà dâm đãng và thậm chí là đồng tính luyến ái. Horace gọi bà là "Sappho nam tính" trong Epistles, mà sau này Porphyrio nhận xét rằng "hoặc vì bà nổi tiếng về thơ ca, lĩnh vực vốn bị chiếm lĩnh bởi nam giới, hoặc do bà bị thù ghét, vì có quan hệ đồng tính". Đến thế kỷ 3 CN, sự khác biệt giữa danh tiếng văn học của Sappho với tư cách là một nhà thơ và danh tiếng đạo đức của bà với tư cách một người phụ nữ đã trở nên rõ ràng đến mức người ta bắt đầu cho rằng có hai Sappho. Trong cuốn Lịch sử vụn vặt, Aelian viết rằng có "một Sappho khác, một ả gái điếm chứ không phải một nhà thơ".

### Sự công nhận thời hiện đại

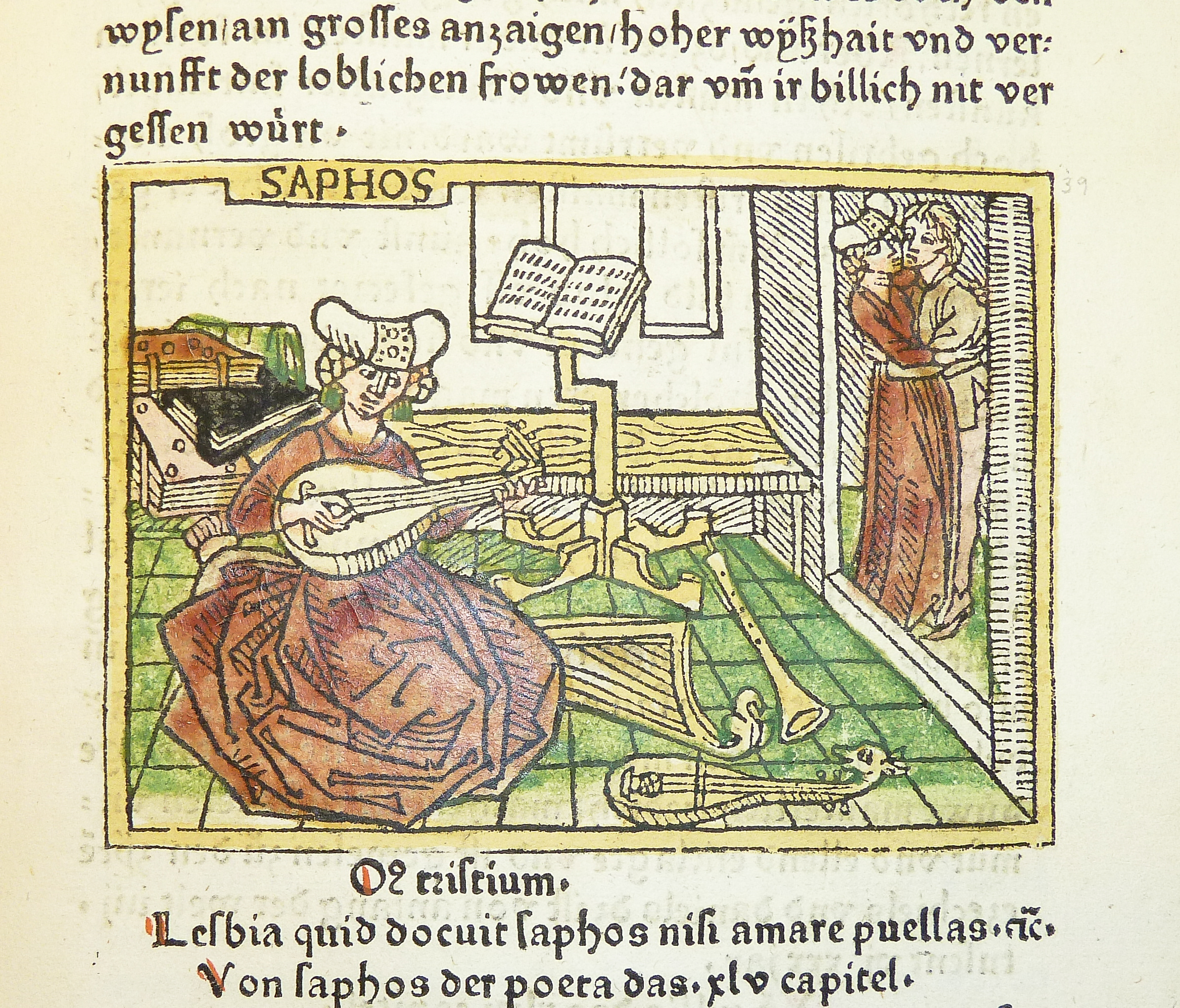
Trong thời kỳ trung cổ, Sappho nổi tiếng là một phụ nữ có học thức và một nhà thơ tài năng. Trong bức tranh khắc gỗ này, minh họa cho cuốn De mulieribus claris của Boccaccio, bà được khắc họa với sách và nhạc cụ vây quanh.

Đến thời kỳ trung cổ, các tác phẩm của Sappho đã bị thất lạc, mặc dù vậy bà vẫn được trích dẫn bởi nhiều tác giả sau này. Thơ Sappho bắt đầu được biên dịch ra các thứ tiếng và trích dẫn trong nhiều ấn phẩm kể từ thế kỷ XVI.
Ấn bản năm 1854 của Theodor Bergk trở thành phiên bản tiêu chuẩn của thơ Sappho vào nửa sau thế kỷ 19. Sang đến nửa đầu thế kỷ 20, những phát hiện mới về các đoạn thơ Sappho trên giấy cói đã được dịch và in bởi Edwin Marion Cox và John Maxwell Edmonds, và được hoàn thiện trong tập Poetarum Lesbiorum Fragmenta của Edgar Lobel và Denys Page xuất bản năm 1955.
Giống như thời cổ đại, các nhà phê bình hiện đại coi thơ Sappho là "phi thường". Ngay từ thế kỷ thứ 9, Sappho được xem là một nữ thi sĩ tài năng, và trong các công trình như De Claris Mulieribus của Boccaccio và Book of the City of Ladies của Christine de Pisan, bà nổi danh như một phụ nữ có học thức. Kể cả sau khi các tác phẩm của Sappho đã bị thất lạc, thể thơ Sapphic vẫn tiếp tục được sử dụng trong thơ trữ tình trung đại, và với việc sáng tác của bà được tái phát hiện tác phẩm trong thời kỳ Phục hưng, bà bắt đầu có ảnh hưởng rõ rệt đến nền thơ ca châu Âu. Vào thế kỷ 16, các thành viên của La Pléiade, một nhóm nhà thơ Pháp, đã chịu ảnh hưởng từ Sappho trong việc thử nghiệm thể thơ Sapphic và sáng tác thơ tình với giọng nữ ngôi thứ nhất.
Từ thời kỳ Lãng mạn, tác phẩm của Sappho – đặc biệt là "Ca tụng Aphrodite" – có tầm ảnh hưởng then chốt trong việc định hình quan niệm về thơ trữ tình. Những nhà thơ có ảnh hưởng như Alfred Lord Tennyson ở thế kỷ 19 và A.E. Housman ở thế kỷ 20, cũng chịu ảnh hưởng từ thơ Sappho. Vào đầu thế kỷ 20, những người theo Ý tượng chủ nghĩa – đặc biệt là Ezra Pound, H.D. và Richard Aldington - đã có những sáng tác chuyển thể hoặc lấy cảm hứng từ phong cách và chủ đề của những đoạn ghép thơ Sappho.

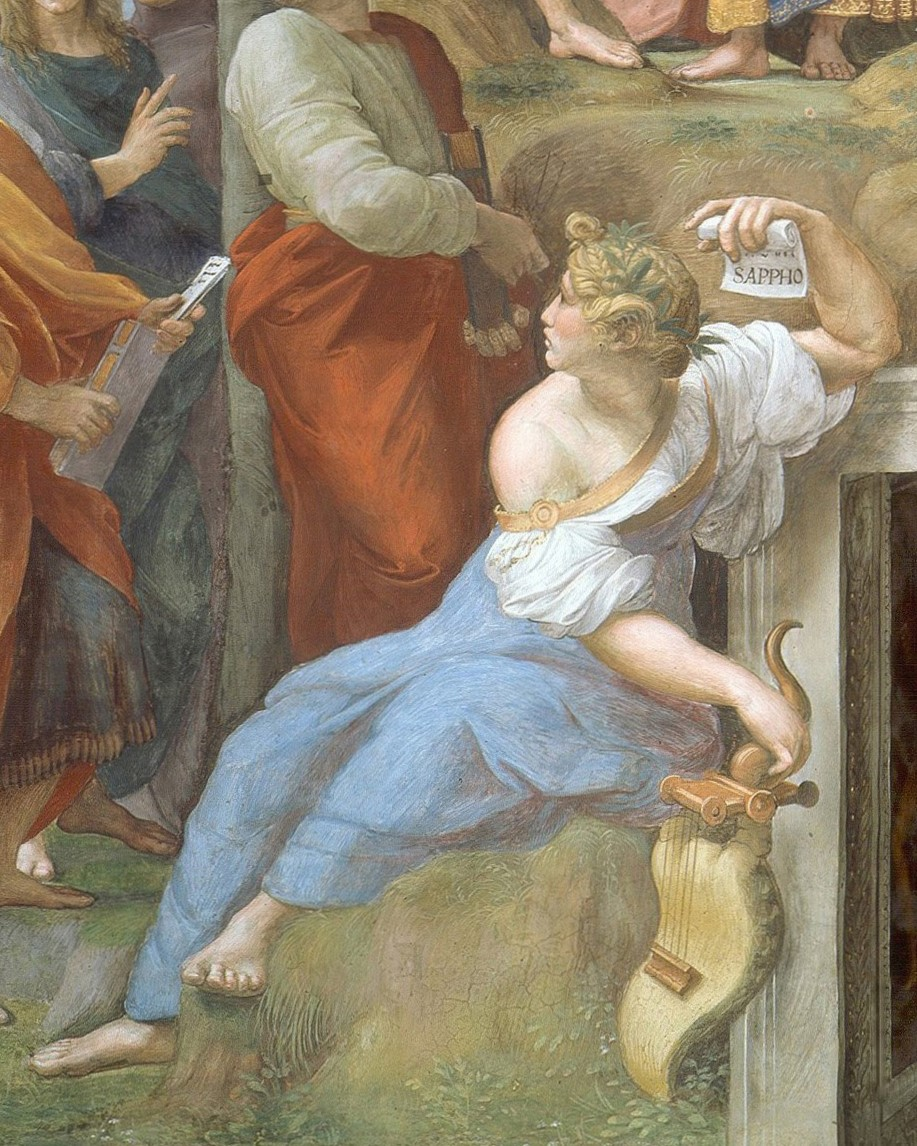
Sappho trong tác phẩm Parnassus của Raphael (1510–11), được vẽ cạnh các nhà thơ khác. Bà cầm một cuộn giấy ghi tên mình trên tay trái.

Không lâu sau khi Sappho được tái phát hiện, xu hướng tính dục của bà lại một lần nữa trở thành tâm điểm sự chú ý của giới phê bình. Vào đầu thế kỷ XVII, John Donne viết "Sapho to Philaenis", quay về với ý tưởng Sappho là một người yêu phụ nữ nhiệt thành. Cuộc tranh luận hiện đại về tính dục của Sappho bắt đầu vào thế kỷ 19, với bài viết của Welcker năm 1816 bênh vực Sappho trước các cáo buộc mại dâm và đồng tính, cho rằng bà là người giữ trinh tiết – quan điểm này được đồng tình bởi Wilamowitz vào cuối thế kỷ 19 và Henry Thornton Wharton vào đầu thế kỷ 20. Vào thế kỷ 19, Sappho đã được các nhân vật Phong trào Suy đồi suy tôn là "con gái của de Sade" phiên bản đồng tính nữ, như Charles Baudelaire ở Pháp và sau đó là Algernon Charles Swinburne ở Anh. Vào cuối thế kỷ 19, các nhà văn đồng tính nữ như Michael Field và Amy Levy bắt đầu quan tâm đến Sappho vì xu hướng tính dục của bà, và vào đầu thế kỷ 20, bà gần như đã trở thành "vị thánh bảo trợ của người đồng tính nữ".
Từ đầu thế kỷ 19, các nhà thơ nữ như Felicia Hemans ("The Last Song of Sappho". Tạm dịch: Bài ca cuối cùng của Sappho) và Letitia Elizabeth Landon ("Sketch the First. Sappho", tạm dịch: Phác họa thứ nhất. Sappho, và trong "Ideal Likenesses", tạm dịch: Những nét tương đồng lý tưởng) đã coi Sappho như tổ tiên của mình. Sappho cũng bắt đầu được coi là hình mẫu cho các nhà vận động cho quyền phụ nữ, bắt đầu với các tác phẩm như The Picture of Sappho (Tạm dịch: Bức tranh về Sappho) của Caroline Norton. Cuối thời kỳ này, bà trở thành hình mẫu về Phụ nữ mới - những phụ nữ độc lập và có học thức, mong muốn quyền tự chủ về vị thế xã hội và tình dục –  và đến những năm 1960, hình tượng nữ quyền cùng với sự cởi mở trong tình dục đã trở thành những nhận thức văn hóa quan trọng nhất về Sappho.
Ngôi làng bên bờ biển Skala Eresou trên đảo Lesbos đã trở thành nơi hành hương nổi tiếng của những người đồng tính nữ vào cuối thế kỷ 20 do vị trí gần với nơi sinh của Sappho.
Những phát hiện mới về những bài thơ của Sappho vào năm 2004 và 2014 đã thu hút sự chú ý của cả giới học giả và giới truyền thông. Việc công bố bài thơ Tithonus là chủ đề được đưa tin quốc tế, và được Marilyn Skinner mô tả như một "vận may trăm năm có một".

## Dẫn nguồn
1. ↑  Ohly 2002, tr. 48.
2. ↑  Freeman 2016, tr. 8.
3. ↑  Harris, William. "Sappho: New Poem No. 58 from the Köln papyrus". Bản gốc lưu trữ ngày 13 tháng 1 năm 2018.
4. ↑  Suda, sigma, 107
5. ↑  "Sappho of Lesbos". World History Encyclopedia (bằng tiếng Anh). Truy cập ngày 18 tháng 6 năm 2021.
6. ↑  Rayor & Lardinois 2014, tr. 2-9.
7. ↑  Rayor & Lardinois 2014, tr. 1.
8. 1 2  Hutchinson 2001, tr. 139.
9. 1 2 3  Rayor & Lardinois 2014, tr. 4.
10. ↑  Hutchinson 2001, tr. 140, n.1.
11. ↑  Campbell 1982, tr. xi.
12. ↑  Campbell 1982, tr. x–xi.
13. 1 2 3 4 5 6  Mendelsohn 2015.
14. 1 2  Yatromanolakis 2008, ch. 4.
15. ↑  Rayor & Lardinois 2014, tr. 3–4.
16. ↑  Most 1995, tr. 20.
17. ↑  Campbell 1982, tr. 15, n.1.
18. ↑  Sappho, frr. 1.20, 65.5, 94.5, 133b
19. ↑  Smyth 1963, tr. 233.
20. 1 2  Lidov 2002, tr. 205–6, n.7.
21. ↑  Richter 1965, tr. 172.
22. ↑  Campbell 1982, testimonia 1.
23. ↑  Alcaeus fr. Loeb/L.P. 384. See n. 1 ad loc for an expression of the editor's uncertainty.
24. 1 2  Campbell 1982, tr. 3.
25. ↑  Liddell và đồng nghiệp 1968, tr. 832.
26. ↑  Burn, A. R. (1968). The lyric age of Greece. Minerva Press. tr. 227.
27. ↑  Smyth 1963, tr. 229.
28. ↑  Campbell 1982, tr. xi, 189.
29. ↑  Campbell 1982, tr. 15, 187.
30. ↑  Herodotus, Histories, 2.135
31. ↑  Rayor & Lardinois 2014, tr. 3.
32. 1 2  Hallett 1982, tr. 22.
33. 1 2  Parker 1993, tr. 309.
34. ↑  Campbell 1982, tr. 9.
35. ↑  Rayor & Lardinois 2014, tr. 10.
36. ↑  Hallett 1979, tr. 448–449.
37. 1 2 3  Rayor & Lardinois 2014, tr. 7.
38. 1 2  Rayor & Lardinois 2014, tr. 8.
39. ↑  Campbell 1982, tr. xii.
40. ↑  Bierl & Lardinois 2016, tr. 3.
41. ↑  Winkler 1990, tr. 166.
42. ↑  Reynolds 2001, tr. 81–2.
43. 1 2  Reynolds 2001, tr. 81.
44. ↑  Tzetzes, On the Metres of Pindar 20–22 = T. 61
45. 1 2  Reynolds 2001, tr. 18.
46. ↑  Grafton, Most & Settis 2010, tr. 858.
47. 1 2  Williamson 1995, tr. 41–42.
48. ↑  Haarman 2014, tr. 164.
49. ↑  Woodard 2008, tr. 50-52.
50. 1 2  Williamson 1995, tr. 41.
51. ↑  Rayor & Lardinois 2014, tr. 85.
52. ↑  Rayor & Lardinois 2014, tr. 148.
53. ↑  Rayor & Lardinois 2014, tr. 7–8.
54. ↑  West 2005, tr. 1.
55. ↑  Obbink 2011.
56. ↑  Reynolds 2001, tr. 289.
57. 1 2  Skinner 2011.
58. ↑  Rayor & Lardinois 2014, tr. 155.
59. ↑  Burn 1960, tr. 229.
60. ↑  duBois 1995, tr. 6.
61. ↑  duBois 1995, tr. 7.
62. ↑  Campbell 1967, tr. 262.
63. ↑  Zellner 2008, tr. 435.
64. ↑  Zellner 2008, tr. 438.
65. ↑  Kurke 2007, tr. 152.
66. ↑  Kurke 2007, tr. 147–148.
67. 1 2  duBois 1995, tr. 176–7.
68. ↑  Rose 1960, tr. 95.
69. ↑  Cairns 1972, tr. passim.
70. ↑  McClure 2002, tr. 38.
71. ↑  Most 1995, tr. 15.
72. 1 2  Most 1995, tr. 17.
73. ↑  P. Oxy. xv, 1800, fr. 1
74. 1 2  Hallett 1979, tr. 448.
75. ↑  Lardinois 2014, tr. 15.
76. ↑  Gubar 1984, tr. 44.
77. ↑  DeJean 1989, tr. 319.
78. ↑  Most 1995, tr. 27–28.
79. ↑  Most 1995, tr. 26.
80. 1 2  Most 1995, tr. 27.
81. ↑  Devereux 1970.
82. ↑  Klinck 2005, tr. 194.
83. ↑  Boehringer 2014, tr. 151.
84. ↑  Lardinois 2014, tr. 30.
85. ↑  duBois 1995, tr. 67.
86. 1 2 3  Yatromanolakis 2009, tr. 216.
87. ↑  Yatromanolakis 2009, tr. 216–218.
88. ↑  Parker 1993, tr. 310.
89. ↑  Parker 1993, tr. 313.
90. ↑  Parker 1993, tr. 314–315.
91. ↑  Rayor & Lardinois 2014, tr. 15.
92. ↑  Page 1959, tr. 139–140.
93. ↑  Campbell 1967, tr. 261.
94. ↑  Parker 1993, tr. 314–316.
95. 1 2  Parker 1993, tr. 316.
96. ↑  Yatromanolakis 2009, tr. 218.
97. ↑  Parker 1993, tr. 342.
98. ↑  Parker 1993, tr. 343.
99. ↑  Parker 1993, tr. 344.
100. ↑  Hallett 1979, tr. 447.
101. ↑  Parker 1993, tr. 312.
102. ↑  Parker 1993, tr. 340.
103. ↑  Aelian, quoted by Stobaeus, Anthology 3.29.58 = T 10
104. ↑  Yatromanolakis 2009, tr. 221.
105. ↑  Gosetti-Murrayjohn 2006, tr. 27–28.
106. ↑  duBois 1995, tr. 85–6.
107. ↑  Yatromanolakis 2008, ch. 3.
108. 1 2 3 4 5 6 7  Schlesier 2015.
109. ↑  Reynolds 2001, tr. 72.
110. ↑  Rayor & Lardinois 2014, tr. 108.
111. ↑  Most 1995, tr. 30.
112. ↑  Parker 1993, tr. 309–310, n. 2.
113. ↑  Yatromanolakis 2008, ch. 1.
114. ↑  Reynolds 2001, tr. 69.
115. 1 2  Hallett 1979, tr. 448, n. 3.
116. ↑  Most 1995, tr. 19.
117. ↑  Reynolds 2001, tr. 73.
118. ↑  Reynolds 2001, tr. 72–3.
119. ↑  Reynolds 2001, tr. 73–4.
120. ↑  Aelian, Historical Miscellanies 12.19 = T 4
121. ↑  Reynolds 2001, tr. 229.
122. ↑  Reynolds 2001, tr. 337.
123. ↑  Hallett 1979, tr. 449.
124. ↑  Reynolds 2001, tr. 82–3.
125. ↑  Kurke 2007, tr. 165–166.
126. ↑  Peterson 1994, tr. 123.
127. ↑  Sanford 1942, tr. 223–4.
128. ↑  Reynolds 2001, tr. 310–312.
129. ↑  Johannides 1983, tr. 20.
130. ↑  Reynolds 2001, tr. 85–6.
131. ↑  Reynolds 2001, tr. 295.
132. ↑  Reynolds 2001, tr. 231–2.
133. ↑  Reynolds 2001, tr. 261.
134. ↑  Reynolds 2001, tr. 294.
135. ↑  Reynolds 2001, tr. 258–9.
136. ↑  Reynolds 2001, tr. 359.
137. ↑  Payne 2014.

## Trích dẫn
- Barnstone, Willis (ed.) (2009). The Complete Poems of Sappho. Shambhala Publications. ISBN 9780834822009. {{Chú thích sách}}: |first= có tên chung (trợ giúp)
- Boehringer, Sandra (2014). "Female Homoeroticism". Trong Hubbard, Thomas K. (biên tập). A Companion to Greek and Roman Sexualities. Chichester: Wiley Blackwell.
- Bierl, Anton; Lardinois, André (2016). "Introduction". Trong Bierl, Anton; Lardinois, André (biên tập). The Newest Sappho: P. Sapph. Obbink and P. GC inv. 105, frs.1–4. Leiden: Brill. ISBN 978-90-04-31483-2.
- Bolling, George Melville (1961). "Textual Notes on the Lesbian Poets". The American Journal of Philology. Quyển 82 số 2. tr. 151–163. doi:10.2307/292403. JSTOR 292403.
- Burn, A. R. (1960), The Lyric Age of Greece, New York City: St Martin's Press
- Cairns, Francis (1972). Generic Composition in Greek and Roman Poetry. Edinburgh: Edinburgh University Press. tr. passim. ISBN 9780852242247.
- Campbell, D. A. (1967). Greek lyric poetry: a selection of early Greek lyric, elegiac and iambic poetry.
- Campbell, D. A. (ed.) (1982). Greek Lyric 1: Sappho and Alcaeus (Loeb Classical Library No. 142). Harvard University Press, Cambridge, Mass. ISBN 0-674-99157-5. {{Chú thích sách}}: |first= có tên chung (trợ giúp)
- Clayman, Dee (2011). "The New Sappho in a Hellenistic Poetry Book". Classics@. Quyển 4. Bản gốc lưu trữ ngày 2 tháng 3 năm 2019. Truy cập ngày 20 tháng 9 năm 2021.
- DeJean, Joan (1989). Fictions of Sappho: 1546–1937. Chicago: University of Chicago Press.
- de Kreij, Mark (2015). "Transmissions and Textual Variants: Divergent Fragments of Sappho's Songs Examined". Trong Lardinois, André; Levie, Sophie; Hoeken, Hans; Lüthy, Christoph (biên tập). Texts, Transmissions, Receptions: Modern Approaches to Narratives. Leiden: Brill.
- Devereux, George (1970). "The Nature of Sappho's Seizure in Fr. 31 LP as Evidence of Her Inversion". The Classical Quarterly. Quyển 20 số 1. tr. 17–31. doi:10.1017/S0009838800044542. PMID 11620360.
- duBois, Page (1995). Sappho Is Burning. Chicago: University of Chicago Press. ISBN 0-226-16755-0.
- Freeman, Philip (2016). Searching for Sappho: The Lost Songs and World of the First Woman Poet. New York City: W. W. Norton & Company. ISBN 978-0393242232.
- Gosetti-Murrayjohn, Angela (2006). "Sappho as the Tenth Muse in Hellenistic Epigram". Arethusa. Quyển 39 số 1. tr. 21–45. doi:10.1353/are.2006.0003. S2CID 161681219.
- Grafton, Anthony; Most, Glenn W.; Settis, Salvatore (2010). The Classical Tradition. Cambridge, Massachusetts and London, England: The Belknap Press of Harvard University Press. ISBN 978-0-674-03572-0.
- Gubar, Susan (1984). "Sapphistries". Signs. Quyển 10 số 1. tr. 43–62. doi:10.1086/494113. S2CID 225088703.
- Haarman, Harold (2014), Roots of Ancient Greek Civilization: The Influence of Old Europe, Jefferson, North Carolina: MacFarlane & Company, Inc. Publishers, ISBN 978-1-4766-1589-9
- Hallett, Judith P. (1979). "Sappho and her Social Context: Sense and Sensuality". Signs. Quyển 4 số 3. tr. 447–464. doi:10.1086/493630. S2CID 143119907.
- Hallett, Judith P. (1982). "Beloved Cleïs". Quaderni Urbinati di Cultura Classica. Quyển 10. tr. 21–31. doi:10.2307/20538708. JSTOR 20538708.
- Hutchinson, G. O. (2001). Greek Lyric Poetry: A Commentary on Selected Larger Pieces. Oxford: Oxford University Press. ISBN 0-19-924017-5.
- Johannides, P. (1983), The Drawings of Raphael: With a Complete Catalogue, Berkeley and Los Angeles, California: University of California Press, tr. 20, ISBN 0-520-05087-8
- Klinck, Anne L. (2005). "Sleeping in the Bosom of a Tender Companion". Journal of Homosexuality. Quyển 49 số 3–4. tr. 193–208. doi:10.1300/j082v49n03_07. PMID 16338894. S2CID 35046856.
- Kurke, Leslie V. (2007). "Archaic Greek Poetry". Trong Shapiro, H.A. (biên tập). The Cambridge Companion to Archaic Greece. Cambridge: Cambridge University Press.
- Lardinois, André (2014) [1989]. "Lesbian Sappho and Sappho of Lesbos". Trong Bremmer, Jan (biên tập). From Sappho to De Sade: Moments in the History of Sexuality. London: Routledge.
- Liddell, Henry; Scott, Robert; Jones, Henry Stuart; McKenzie, Roderick (1968) [1843], A Greek-English Lexicon, Oxford, England: Oxford University Press, ISBN 0-19-864214-8
- Lidov, Joel (2002). "Sappho, Herodotus and the Hetaira". Classical Philology. Quyển 97 số 3. tr. 203–237. doi:10.1086/449585. S2CID 161865691.
- Lidov, Joel (2011). "The Meter and Metrical Style of the New Poem". Classics@. Quyển 4. Bản gốc lưu trữ ngày 2 tháng 3 năm 2019. Truy cập ngày 20 tháng 9 năm 2021.
- McClure, Laura K. (2002), Sexuality and Gender in the Classical World: Readings and Sources, Oxford, England: Blackwell Publishers, tr. 38, ISBN 0-631-22589-7
- Mendelsohn, Daniel (ngày 16 tháng 3 năm 2015). "Girl, Interrupted: Who Was Sappho?". The New Yorker. Truy cập ngày 17 tháng 6 năm 2016.
- Most, Glenn W. (1995). "Reflecting Sappho". Bulletin of the Institute of Classical Studies. Quyển 40. tr. 15–38. doi:10.1111/j.2041-5370.1995.tb00462.x.
- Obbink, Dirk (2011). "Sappho Fragments 58–59: Text, Apparatus Criticus, and Translation". Classics@. Quyển 4. Bản gốc lưu trữ ngày 2 tháng 3 năm 2019. Truy cập ngày 20 tháng 9 năm 2021.
- Obbink, Dirk (2016). "Ten Poems of Sappho: Provenance, Authority, and Text of the New Sappho Papyri". Trong Bierl, Anton; Lardinois, André (biên tập). The Newest Sappho: P. Sapph. Obbink and P. GC inv. 105, frs.1–4. Leiden: Brill. ISBN 978-90-04-31483-2.
- Ohly, Dieter (2002) [1972], The Munich Glyptothek: Greek and Roman Sculpture: A Brief Guide by Dieter Ohly with 75 Illustrations, Munich, Germany: Verlag C. H. Beck München, tr. 48, ISBN 3-406-48355-0
- Parker, Holt (1993). "Sappho Schoolmistress". Transactions of the American Philological Association. Quyển 123.
- Page, D. L. (1959). Sappho and Alcaeus. Oxford: Clarendon Press.
- Payne, Tom (ngày 30 tháng 1 năm 2014). "A new Sappho poem is more exciting than a new David Bowie album". The Telegraph. Truy cập ngày 14 tháng 7 năm 2016.
- Peterson, Linda H. (1994). "Sappho and the Making of Tennysonian Lyric". ELH. Quyển 61 số 1. tr. 121–137. doi:10.1353/elh.1994.0010. S2CID 162385092.
- Rayor, Diane; Lardinois, André (2014). Sappho: A New Translation of the Complete Works. Cambridge: Cambridge University Press. ISBN 978-1-107-02359-8.
- Reynolds, Margaret, biên tập (2001). The Sappho Companion. London: Vintage. ISBN 9780099738619.
- Richter, Gisela M. A. (1965). The Portraits of the Greeks. Quyển 1. London: Phaidon Press. tr. 172. ISBN 978-0801416835.
- Rose, H. J. (1960). A Handbook of Greek Literature. New York: E. F. Dutton. tr. 95.
- Sanford, Eva Matthews (1942). "Classical Poets in the Work of A. E. Housman". The Classical Journal. Quyển 37 số 4.
- Schlesier, Renate (2015). "Sappho". Brill's New Pauly Supplements II – Volume 7: Figures of Antiquity and Their Reception in Art, Literature, and Music. Truy cập ngày 27 tháng 4 năm 2017.
- Skinner, Marilyn B. (2011). "Introduction". Classics@. Quyển 4. Bản gốc lưu trữ ngày 3 tháng 3 năm 2019. Truy cập ngày 20 tháng 9 năm 2021.
- Smyth, Herbert Weir (1963) [1900], Greek Melic Poets, New York: Biblo and Tannen
- West, Martin. L. (2005). "The New Sappho". Zeitschrift für Papyrologie und Epigraphik. Quyển 151.
- Wilson, Penelope (2012). "Women Writers and the Classics". Trong Hopkins, David; Martindale, Charles (biên tập). The Oxford History of Classical Reception in English Literature: Volume 3 (1660–1790). ISBN 9780199219810.
- Williamson, Margaret (1995), Sappho's Immortal Daughters, Cambridge, Massachusetts: Harvard University Press, ISBN 0-674-78912-1
- Winkler, John J. (1990). The Constraints of Desire: The Anthropology of Sex and Gender in Ancient Greece. New York: Routledge. ISBN 0415901235.
- Woodard, Roger D. (2008). The Ancient Languages of Europe. Cambridge University Press. ISBN 978-0521684958.
- Yatromanolakis, Dimitrios (1999). "Alexandrian Sappho Revisited". Harvard Studies in Classical Philology. Quyển 99. tr. 179–195. doi:10.2307/311481. JSTOR 311481.
- Yatromanolakis, Dimitrios (2008). Sappho in the Making: the Early Reception. Cambridge, Massachusetts: Harvard University Press. ISBN 9780674026865. Bản gốc lưu trữ ngày 3 tháng 3 năm 2019. Truy cập ngày 20 tháng 9 năm 2021.
- Yatromanolakis, Dimitrios (2009). "Alcaeus and Sappho". Trong Budelmann, Felix (biên tập). The Cambridge Companion to Greek Lyric. Cambridge: Cambridge University Press. ISBN 9781139002479.
- Zellner, Harold (2008). "Sappho's Sparrows". The Classical World. Quyển 101 số 4.